# Portugáliában történt légi közlekedési balesetek listája
A Portugáliában történt légi közlekedési balesetek listája mind a halálos áldozattal járó, mind pedig a kisebb balesetek, meghibásodások miatt történt, gyakran csak az adott légiforgalmi járművet érintő baleseteket is tartalmazza évenkénti bontásban.

## Portugáliában történt légi közlekedési balesetek

### 2009
- 2009. május 24., Madeira. Lezuhant a CS-DIR lajstromjelű Zlín Z–142-es típusú repülőgép. A gép pilótája túlélte a balesetet, az utasa viszont életét vesztette a helyszínen.[1]

### 2017
- 2017. április 17. Tires, Lisszabon közelében. Egy a helyi repülőtérről felszállt egy Marseille-be tartó kis repülőgép zuhant le a helyi Lidl áruházra. Öt fő életét vesztette, közülük egy a földön tartózkodó személy volt. Három francia, egy svájci állampolgár van az áldozatok között.[2]